# Eustache Deschamps
Eustache Deschamps (cerca de 1345, Vertus, Champagne - cerca de 1406) foi um poeta francês da Idade Média. Foi mestre de Cristina de Pisano.